# Willmar
Willmar é uma cidade localizada no estado americano de Minnesota, no Condado de Kandiyohi.

## Demografia
Segundo o censo americano de 2000, a sua população era de 18.351 habitantes.
Em 2006, foi estimada uma população de 18.067, um decréscimo de 284 (-1.5%).

## Geografia
De acordo com o United States Census Bureau tem uma área de
35,3 km², dos quais 30,7 km² cobertos por terra e 4,6 km² cobertos por água. Willmar localiza-se a aproximadamente 348 m acima do nível do mar.

## Localidades na vizinhança
O diagrama seguinte representa as localidades num raio de 20 km ao redor de Willmar.